# Beaver Lake 131
Beaver Lake 131 är ett reservat i Kanada.   Det ligger i provinsen Alberta, i den centrala delen av landet, 2 700 km väster om huvudstaden Ottawa. Beaver Lake 131 ligger vid sjön Jeremie Lake.
I omgivningarna runt Beaver Lake 131 växer i huvudsak blandskog. Runt Beaver Lake 131 är det mycket glesbefolkat, med 5 invånare per kvadratkilometer.